# 1 Cancri
1 Cancri (1 Cnc) – gwiazda w konstelacji Raka. Jest olbrzymem typu widmowego K o jasności obserwowanej 5,817m.